# Amphineurus (Amphineurus) superbus
Amphineurus (Amphineurus) superbus is een tweevleugelige uit de familie steltmuggen (Limoniidae). De soort komt voor in het Australaziatisch gebied.